# 울트라브이
주식회사 울트라브이(영어: Ultra V)는 대한민국의 화장품 기업이다.

## 역사 및 현황
2012년 1월 주식회사 DDK라는 법인을 거쳐, 2013년에 6월 (주)울트라브이로 상호를 변경하였다.
2025년 교보13호기업인수목적과의 합병을 통한 상장을 추진하였으나 취소되었다.